# Austin Daye
Austin Darren Daye (* 5. Juni 1988 in Irvine, Kalifornien) ist ein amerikanischer Basketballspieler. Er spielte in der NBA zuletzt (2015) für die Atlanta Hawks. Danach folgten Stationen in Italien, der Türkei, Israel und erneut Italien.

## Leben
Jugend und College
Austin Daye wurde 1988 als Sohn des ehemaligen NBA-Profis Darren Daye geboren. Er besuchte die Woodbridge Highschool in seiner Heimatstadt Irvine. Dort spielte er für die Basketballmannschaft der Schule und erzielte für diese in seiner Senior-Saison 30,9 Punkte pro Spiel. Nachdem er die High School beendet hatte, besuchte er die Gonzaga University und gehörte dort ebenfalls der Basketballmannschaft an. Im Dress der Bulldogs legte Daye ein fantastisches Debüt hin und erzielte gleich 20 Punkte und 10 Rebounds gegen die Montana Grizzlies. Zudem traf er während der Saison 29 Freiwürfe in Folge und kam insgesamt auf 54 Blocks. Im NCAA-Division-I-Basketball-Championship-Turnier schied er aber mit den Bulldogs in der ersten Runde gegen die Davidson Wildcats aus. Die folgende Saison stellte auch schon seine letzte für die Bulldogs dar und diese endete beim NCAA-Turnier in der dritten Runde, in der die Bulldogs gegen die North Carolina Tar Heels verloren.

## NBA-Karriere

### Detroit Pistons (2009–2013)
Daye wurde bei der NBA-Draft 2009 an 15. Stelle von den Detroit Pistons gedraftet und unterschrieb am 7. August 2009 seinen Vertrag bei den Pistons. In seiner ersten Saison bei den Pistons bestritt er 69 Spiele und startete dabei viermal. Insgesamt erreichte er dabei einen Punkteschnitt von 5,1 Punkten pro Spiel. Doch er kam wie auch in den beiden nächsten Spielzeiten nicht über die Rolle eines Reservisten hinaus und wechselte zwischenzeitlich aufgrund des Lockouts während der Saison 2011/12 nach Russland. Dort spielte er für den BK Chimki und kehrte nach dem Auslaufen seines zweimonatigen Vertrags wieder zurück zu den Pistons, da er sich auch in Chimki nicht als Stammspieler etablieren konnte.

### Weitere Stationen in der NBA (2013–2015)
Am 30. Januar 2013 wurde Daye gemeinsam mit Teamkollege Tayshaun Prince zu den Memphis Grizzlies transferiert. Bei den Grizzlies kam Daye als Ergänzungsspieler von der Bank. Zur Saison 2013/14 erhielt er jedoch keinen weiteren Vertrag in Memphis.
Ende Juli 2013 gaben die Toronto Raptors die Verpflichtung von Austin Daye bekannt. Er erhielt beim kanadischen Team einen Vertrag bis Sommer 2015.
Am 20. Februar 2014 wurde Daye für Nando de Colo zu den San Antonio Spurs transferiert. Nach einem Jahr wurde er von den Spurs Mitte Januar 2015 entlassen.
Im März 2015 wurde er als Ersatz für den verletzten Mike Scott bis zum Ende der Saison verpflichtet, ohne aber über den Sommer hinaus im Team zu bleiben.

### Wechsel ins Ausland (Seit 2015)
Day wechselte in der Saison 2015/16 nach Italien zu Victoria Libertas Pesaro. In der Serie A wurde er gleich zum Topscorer der Hauptrunde, was aber trotzdem für Pesaro nicht zur Qualifikation für die Play-offs reichte. Im Sommer 2016 unterschrieb Daye einen Vertrag bei Galatasaray Istanbul. Im Sommer 2017 wechselte er zu Hapoel Jerusalem und im Januar 2018 zu Reyer Venezia Mestre.